# DNAH1
DNAH1‏ (Dynein axonemal heavy chain 1) هوَ بروتين يُشَفر بواسطة جين DNAH1 في الإنسان.